# مفتشية معسكرات الاعتقال
مفتشية معسكرات الاعتقال (CCI) أو باللغة الألمانية IKL (Inspektion der Konzentrationslager) السلطة الإدارية والتنظيمية المركزية لمعسكرات الاعتقال النازية في الرايخ الثالث. تم إنشاؤها بواسطة ثيودور إيكي، وكانت تُعرف في الأصل باسم "الفحص العام لتوتنكوبف-إس إس. تم دمجها في وقت لاحق في المكتب المكتب الرئيسي الاقتصادي والإداري لشوتزشتافل باسم "Amt D".

## مفتش لجميع معسكرات الاعتقال

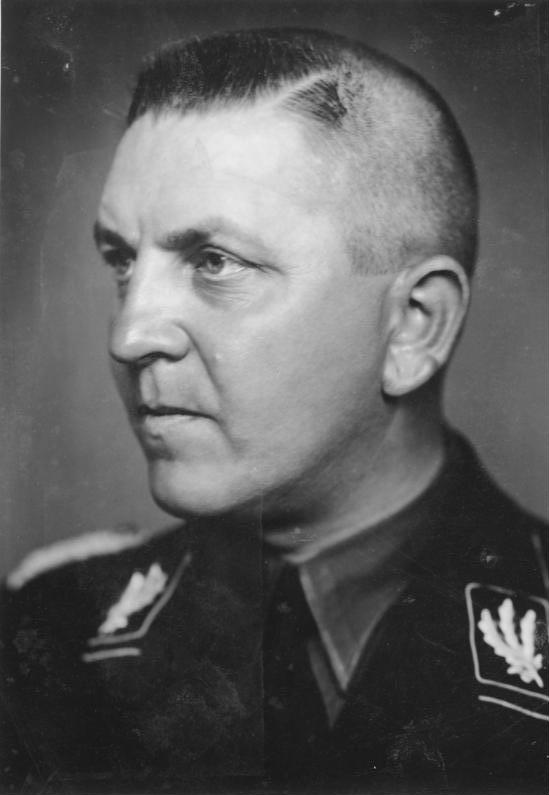
مفتش معسكر الإعتقال ثيودور إيكي

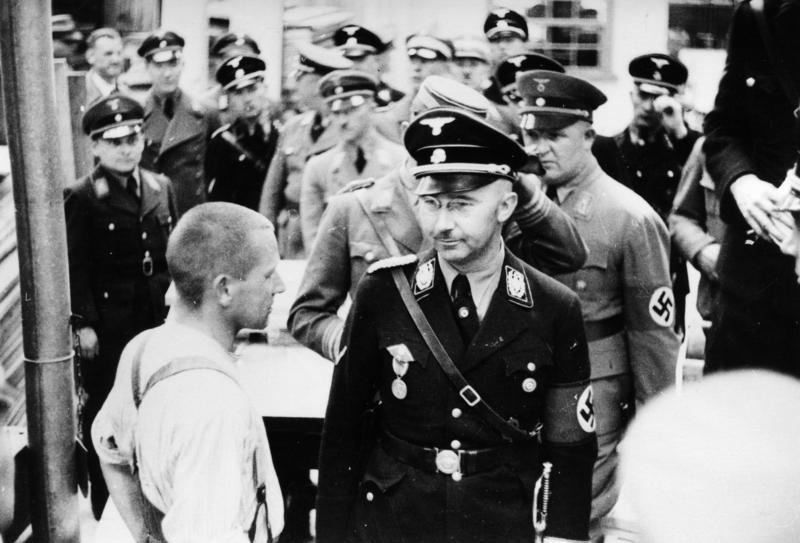
تفتيش من قبل الحزب النازي وهيملر في داكاو في 8 مايو 1936.

إس إس- أوبرفورر ثيودور إيكي، أصبح قائد معسكر اعتقال داكاو في 26 يونيو 1933.  شكله التنظيمي في داكاو كان بمثابة نموذج لجميع معسكرات الاعتقال اللاحقة.  حصر إيكي على منصب «مفتش مخيمات الاعتقال» لنفسه بحلول مايو 1934.  وكجزء من تحجيم كتيبة العاصفة خلال «ليلة السكاكين الطويلة» كان قد أطلق النار شخصيا على إرنست روم في 1 يوليو 1934.  
بعد فترة وجيزة من قضية روم في 4 يوليو 1934، قام زعيم الرايخ إس إس هاينريش هيملر رسميًا بتعيين إيكي رئيسًا لمفتشية معسكرات الاعتقال.  قام أيضًا بترقية إيكي إلى رتبة إس إس- جروبنفهر في قيادة توتنكوبف-إس إس.  كان هيملر بلا ريب سيد منظمات الشرطة والمعسكرات المرتبطة بها، ولكن فقط تلك الأماكن الخاضعة للولاية الرسمية لمفتشية معسكرات الاعتقال كانت تعتبر «معسكرات اعتقال» داخل الإقليم الذي يضم الرايخ الثالث.